# Sjökvarteret

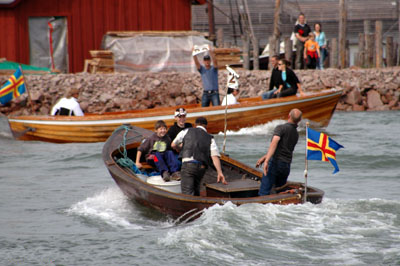
Sjökvarteret i Mariehamn.

Sjökvarteret ligger i Österhamn i Mariehamns stad. I kvarterets röda bodmiljö finns både varv och smedja samt ett båt- och skeppsbyggerimuseum. Här förs båtbyggartraditionerna vidare och här har man byggt flera skutor, bland dem galeasen Albanus, skonaren Linden och fiskesumpen Jehu. Sjökvartetet ägs av Stiftelsen Sjöfartskvarteret i Mariehamn rs.
Grunden till Sjökvarteret var byggandet av Albanus, med kölsträckning 1986 och sjösättning 1988.